# Lega professionistica degli Emirati Arabi Uniti 2016-2017
La UAE Pro-League 2016-2017 è stata la 42ª edizione della massima competizione nazionale per club degli Emirati Arabi Uniti, la nona dall'introduzione del calcio professionistico negli Emirati e la terza con il nuovo nome di UAE Arabian Gulf League, la squadra campione in carica è l'Al-Ahli, che nella precedente stagione si è aggiudicata il sesto titolo nazionale.
Alla competizione hanno preso parte nuovamente 14 squadre, tra cui le due neo-promosse Hatta Club ed Ittihad Kalba.

## Squadre partecipanti
| Team              | Città          | Manager              | Stadio                                | Capacità |
| ----------------- | -------------- | -------------------- | ------------------------------------- | -------- |
| Al-Ahli Dubai     | Dubai          | Cosmin Olăroiu       | Rashed Stadium                        | 18,000   |
| Al-Ain            | al-'Ayn        | Zlatko Dalić         | Hazza Bin Zayed Stadium               | 25,000   |
| Al Dhafra         | Madinat Zayed  | Mohamed Kwid         | Hamdan bin Zayed Al Nahyan Stadium    | 12,000   |
| Al-Jazira         | Abu Dhabi      | Henk ten Cate        | Stadio Mohammed Bin Zayed             | 42,056   |
| Al-Nasr           | Dubai          | Dan Petrescu         | Al-Maktoum Stadium                    | 12,000   |
| Al-Shabab         | Dubai          | Fred Rutten          | Maktoum Bin Rashid Al Maktoum Stadium | 12,000   |
| Sharjah           | Sharjah        | Giōrgos Dōnīs        | Sharjah Stadium                       | 18,000   |
| Al-Wahda          | Abu Dhabi      | Javier Aguirre       | Al-Nahyan Stadium                     | 12,000   |
| Al-Wasl           | Dubai          | Rodolfo Arruabarrena | Zabeel Stadium                        | 12,000   |
| Baniyas           | Abu Dhabi      | Pablo Repetto        | Bani Yas Stadium                      | 9,570    |
| Dibba Al-Fujairah | Fujairah       | Paulo Sérgio         | Fujairah Club Stadium                 | 5,020    |
| Emirates          | Ras al-Khaimah | Theo Bucker          | Emirates Club Stadium                 | 5,000    |
| Hatta Club        | Hatta          | Waleed Obaid         | Hamdan Bin Rashid Stadium             | 5,000    |
| Ittihad Kalba     | Kalba          | Fabio Viviani        | Ittihad Kalba Stadium                 | 9,000    |

## Giocatori stranieri
Ogni squadra può tesserare fino ad un massimo di quattro giocatori stranieri nella propria rosa
| Squadra           | Giocatore 1         | Giocatore 2         | Giocatore 3        | Giocatore AFC         |
| ----------------- | ------------------- | ------------------- | ------------------ | --------------------- |
| Al-Ahli Dubai     | Éverton Ribeiro     | Asamoah Gyan        | Makhete Diop       |                       |
| Al-Ain            | Caio                | Danilo Asprilla     | Nasser Al-Shamrani | Lee Myung-joo         |
| Al Dhafra         | Issam El Adoua      | Adil Hermach        |                    | Khalid Al-Hajri       |
| Al-Jazira         | Aílton              | Leonardo            | Mbark Boussoufa    | Park Jong-woo         |
| Al-Nasr           | Wanderley           | Jirès Kembo Ekoko   | Abdel Barrada      | Joan Oumari           |
| Al-Shabab         | Tomás De Vincenti   | Luvannor            | Nana Poku          | Azizbek Haydarov      |
| Sharjah           | Digão               | Adrian Mierzejewski | Gelmin Rivas       | Chikashi Masuda       |
| Al-Wahda          | Sebastián Tagliabúe | Jorge Valdivia      | Balázs Dzsudzsák   | Rim Chang-woo         |
| Al-Wasl           | Fábio Lima          | Ronaldo Mendes      | Serginho           | Caio                  |
| Baniyas           | Harry Novillo       | Jean-Philippe Mendy | Ezekiel Henty      | Mark Milligan         |
| Dibba Al-Fujairah | Bruno Moraes        | Derley              | Driss Fettouhi     | Yaseen Al-Bakhit      |
| Emirates          | Mourad Batna        | Osman Sow           | Hocine Ragued      | Ahmad Ibrahim         |
| Hatta Club        | Samuel              | Rafael Silva        | Adrian Ropotan     | Nikolai Topor-Stanley |
| Ittihad Kalba     | Bakaré Koné         | Ciel                | Modibo Maïga       | Salam Shaker          |

## Classifica finale
|                                | Pos. | Squadra           | Pt | G  | V  | N  | P  | GF | GS | DR  |
| ------------------------------ | ---- | ----------------- | -- | -- | -- | -- | -- | -- | -- | --- |
| Emirati Arabi Uniti (bandiera) | 1.   | Al-Jazira         | 68 | 26 | 22 | 2  | 2  | 72 | 15 | +57 |
|                                | 2.   | Al-Wasl           | 57 | 26 | 17 | 6  | 3  | 55 | 26 | +19 |
|                                | 3.   | Al-Ahli Dubai     | 56 | 26 | 16 | 8  | 2  | 50 | 18 | +32 |
|                                | 4.   | Al-Ain            | 55 | 26 | 17 | 4  | 5  | 58 | 37 | +21 |
|                                | 5.   | Al-Wahda          | 39 | 26 | 10 | 9  | 7  | 54 | 40 | +14 |
|                                | 6.   | Al-Nasr           | 36 | 26 | 11 | 3  | 12 | 42 | 32 | +10 |
|                                | 7.   | Al Dhafra         | 35 | 26 | 10 | 5  | 11 | 40 | 46 | -6  |
|                                | 8.   | Al-Shabab         | 30 | 26 | 7  | 9  | 10 | 24 | 44 | -20 |
|                                | 9.   | Sharjah           | 26 | 26 | 6  | 8  | 12 | 31 | 47 | -16 |
|                                | 10.  | Hatta Club        | 25 | 26 | 6  | 7  | 13 | 24 | 47 | -23 |
|                                | 11.  | Emirates          | 20 | 26 | 5  | 5  | 16 | 33 | 51 | -18 |
|                                | 12.  | Dibba Al-Fujairah | 20 | 26 | 3  | 11 | 12 | 25 | 54 | -29 |
|                                | 13.  | Ittihad Kalba     | 19 | 26 | 4  | 7  | 15 | 30 | 44 | -14 |
|                                | 14.  | Baniyas           | 15 | 26 | 3  | 6  | 17 | 33 | 70 | -37 |

Legenda:

      Campione degli Emirati Arabi Uniti e ammessa alla AFC Champions League 2018 ed alla Coppa del mondo per club FIFA 2017

      Ammesse alla AFC Champions League 2018

      Ammesse alla Coppa dei Campioni del Golfo 2018

      Retrocessa in UAE Second Division 2017-2018

Note:
Tre punti a vittoria, uno a pareggio, zero a sconfitta.

## Statistiche

### Marcatori
Aggiornata al 9 maggio 2017
| Gol |  |  | Giocatore           | Squadra       |
| --- |  |  | ------------------- | ------------- |
| 33  |  |  | Ali Mabkhout        | Al-Jazira     |
| 24  |  |  | Fábio Lima          | Al-Wasl       |
| 20  |  |  | Makhete Diop        | Al Dhafra     |
| 19  |  |  | Sebastián Tagliabúe | Al-Wahda      |
| 14  |  |  | Caio                | Al-Wasl       |
| 12  |  |  | Ahmed Khalil        | Al-Ahli Dubai |
| 12  |  |  | Caio Lucas          | Al-Ain        |
| 12  |  |  | Gelmin Rivas        | Sharjah       |
| 12  |  |  | Sebastián Sáez      | Emirates      |
| 11  |  |  | Ciel                | Ittihad Kalba |

### Premi individuali della Arabian Gulf League
Di seguito i vincitori.
| Premio                      | Giocatore       | Squadra       |
| --------------------------- | --------------- | ------------- |
| Miglior giocatore           | Ali Mabkhout    | Al-Jazira     |
| Miglior giocatore straniero | Fabio Lima      | Al-Wasl       |
| Miglior giovane             | Khalfan Mubarak | Al-Jazira     |
| Miglior portiere            | Ali Khaseif     | Al-Jazira     |
| Miglior Allenatore          | Cosmin Olăroiu  | Al-Ahli Dubai |
| Miglior Club dell'anno      |                 | Al-Wahda      |